# Giuseppe Palombo
Giuseppe Palombo (Germania, 28 novembre 1966 – Carmiano, 1º luglio 2004) è stato un militare italiano, Appuntato Scelto dell'Arma dei Carabinieri, insignito di Medaglia d'oro al valor civile (alla memoria).